# Deutsche Meisterschaft Bouldern
Die Deutsche Meisterschaft im Bouldern ist ein vom Deutschen Alpenverein (DAV) veranstalteter Wettbewerb. An Stelle des bis 2016 durchgeführten Deutschen Bouldercups mit Vergabe der Deutschen Meistertitel an die jeweiligen Gesamtsieger wird ab 2017 die Deutsche Meisterschaft im Bouldern als Einzelveranstaltungen durchgeführt.

## Bisherige Meisterschaften
| Jahr | Siegerin        | Sieger                 | Austragungsort                                                      |
| ---- | --------------- | ---------------------- | ------------------------------------------------------------------- |
| 2017 | Monika Retschy  | David Firnenburg       | Berlin, Messe, im Rahmen des Internationalen Deutschen Turnfest     |
| 2018 | Alma Bestvater  | Yannick Flohé          | Friedrichshafen, Messe, im Rahmen der Outdoor Messe                 |
| 2019 | Lucia Dörffel   | Max Prinz              | Dortmund, Boulderwelt                                               |
| 2020 | Hannah Meul     | Philipp Martin         | Augsburg, DAV-Landesleistungszentrum                                |
| 2021 | Afra Hönig      | Yannick Flohé          | Bochum, Ruhrstadion, im Rahmen der „Die Finals“                     |
| 2022 | Helene Wolf     | Lasse von Freier       | Düsseldorf, einstein                                                |
| 2023 | Lucia Dörffel   | Yannick Flohé          | Duisburg, Landschaftspark Duisburg-Nord, im Rahmen der „Die Finals“ |
| 2024 | Anna Maria Apel | Yannick Flohé          | Pfungstadt, Studio Bloc                                             |
| 2025 | Lucia Dörffel   | Elias Arriagada Krüger | München, Olympia-Actionsportzentrum                                 |